# کانیوا

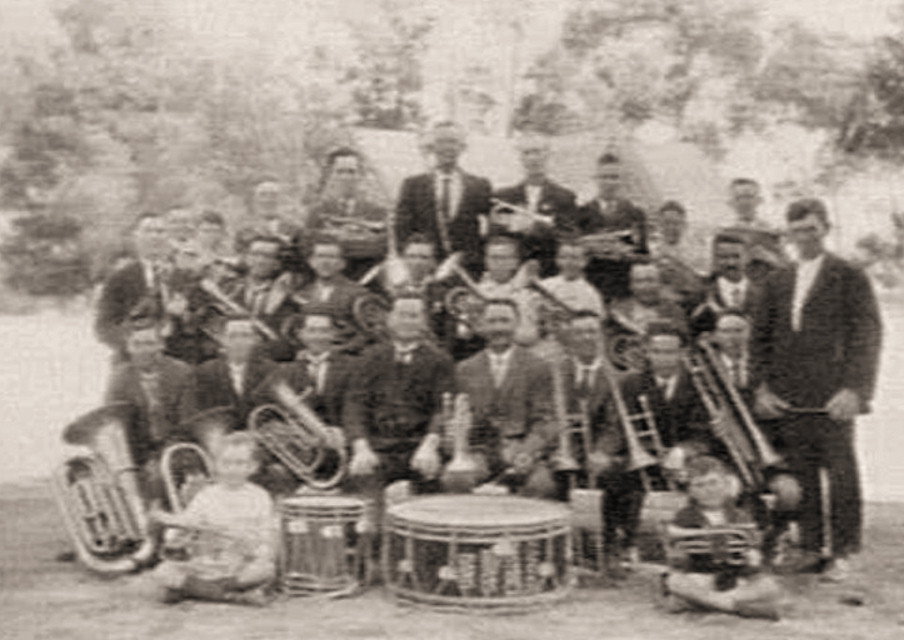
کانیوا

کانیوا (به انگلیسی: Kaniva) یک شهرک در استرالیا است که در ویکتوریا (استرالیا) واقع شده‌است.